# Brucepattersonius soricinus
Brucepattersonius soricinus és una espècie de mamífer rosegador de la família dels cricètids. És endèmic de l'estat de São Paulo (sud-est del Brasil). El seu hàbitat natural són els boscos humits subtropicals. Està amenaçat per la fragmentació i destrucció del seu medi. El seu nom específic, soricinus, significa ‘semblant a una musaranya’ en llatí.